# Galesauridae
Galesauridae — родина терапсидів підряду Цинодонти (Cynodontia).
Галезавриди є найпримітивнішими епіцинодонтами. Вони, можливо, нагадували базальних цинодонтів, таких як процинозухові і, можливо, походять від процинозухідного предка, але галезавриди були більш просунуті, ніж базальні цинодонти. Як і у багатьох інших епіцинодонтів, у галезаврид було завершене вторинне піднебіння, що дозволило їм ковтати їжу при диханні, і зубні кістки були збільшені у порівнянні з кістками предків. Їхні морди ширші, ніж вищі, і вони, можливо, ходили прямо, з ногами під тілом, як і більшість інших цинодонтів.
Скам'янілості галезаврид зустрічаються майже по всьому світу. Вони виникли у пермському періоді, але вимерли в епоху середнього тріасу.

## Роди
- †Cynosaurus
- †Galesaurus
- †Nanictosaurus
- †Progalesaurus